# IC 4107
IC 4107 је галаксија у сазвјежђу Береникина коса која се налази на листи објеката дубоког неба у Индекс каталогу.
Деклинација објекта је + 21° 59' 52" а ректасцензија 13h 2m 41,7s. Привидна величина (магнитуда) објекта IC 4107 износи 17,9 а фотографска магнитуда 18,5.